# رود سنژنایا
رود سنژنایا (انگلیسی: Snezhnaya) یک رودخانه در جمهوری بوریاتیای کشور روسیه است.